# AETR
Evropská dohoda o práci osádek vozidel v mezinárodní silniční dopravě (nejčastěji označována zkratkou AETR z francouzského Accord européen sûr les transports routiers, méně často ERTA z anglického European Road Transport Agreement nebo i EART z anglického Europe Agreement on Road Transport, popřípadě jinými národními zkratkami) je mezinárodní dohoda sjednaná v Ženevě 1. července 1970. Vznikla zapracováním připomínek do textu stejnojmenné mezinárodní dohody z roku 1962, která však zůstala jen návrhem, neboť ji žádný z jejích signatářů neratifikoval. Dohoda vstoupila v platnost podle jejího článku 16 (později přečíslovaného na 14), odst. 4 dne 5. ledna 1976, tj. 180 dní poté, co byla u generálního tajemníka OSN uložena osmá listina o ratifikaci nebo přístupu.

## Obsah dohody
Dohoda vymezuje rozsah platnosti, tj. na jaké účastníky silničního provozu se vztahuje a v kterých případech a za jakých podmínek se dohoda na účastníky silničního provozu uplatňovat nemá nebo nemusí. Stanovuje věkové a profesní požadavky na osádky, maximální dobu řízení, délku a četnost povinných přestávek, dobu odpočinku a případy, kdy se lze od těchto limitů odchýlit. Dále řeší kontrolu dodržování, ve starší verzi pouze pomocí ručně vyplňovaných záznamů o jízdě. 
Pozdější znění se podrobně věnuje automatickým kontrolním zařízením zaznamenávajícím průběh jízdy (tachografům), upravuje podmínky jejich schvalování, montáže, používání a kontroly. Vyjmenovává zaznamenávané a měřené údaje, další požadavky na funkci zařízení a mezní odchylky, které může zařízení vykazovat od správného měření. Vymezuje vlastnosti záznamových listů, požadavky na umístění zařízení ve vozidle, montáž, plombování a periodické kontroly. Stanovuje rovněž údaje a kódy ve schvalovací značce a štítku.
Dohoda rovněž upravuje technické záležitostem ohledně své ratifikace, proceduru odstoupení, schvalování změn a uplatnění národních výjimek.

## Členské státy
Původní dohodu stvrdilo podpisy 13 zemí, k 16. srpnu 2008 má celkem 49 účastníků:
1. Albánie (přistoupení 20. července 2006),
2. Andorra (přistoupení 13. února 1997),
3. Arménie (přistoupení 19. června 2006),
4. Ázerbájdžán (přistoupení 16. října 1996),
5. Belgie (podpis 15. ledna 1971, ratifikace 30. prosince 1977),
6. Bělorusko (přistoupení 5. března 1993),
7. Bosna a Hercegovina (nástupnictví po Jugoslávii 12. ledna 1994),
8. Bulharsko (přistoupení 12. ledna 1995),
9. Černá Hora (nástupnictví po Jugoslávii 23. října 2006),
10. Česko (nástupnictví po Československu 2. června 1993),
11. Dánsko (přistoupení 30. prosince 1977),
12. Estonsko (přistoupení 3. května 1993),
13. Finsko (přistoupení 16. února 1999),
14. Francie (podpis 20. ledna 1971, ratifikace 9. ledna 1978),
15. Chorvatsko (nástupnictví po Jugoslávii 3. srpna 1992),
16. Irsko (přistoupení 28. srpna 1979),
17. Itálie (podpis 29. března 1971, ratifikace 28. prosince 1978),
18. Kazachstán (přistoupení 17. července 1995),
19. Kypr (přistoupení 5. září 2003),
20. Lichtenštejnsko (přistoupení 6. listopadu 1996),
21. Litva (přistoupení 3. června 1998),
22. Lotyšsko (přistoupení 14. ledna 1994),
23. Lucembursko (podpis 2. února 1971, ratifikace 30. prosince 1977),
24. Maďarsko (přistoupení 22. října 1999),
25. Malta (přistoupení 24. září 2004),
26. Moldavsko (přistoupení 26. května 1993),
27. Monako (přistoupení 16. června 2008),
28. Německo (podpis 23. prosince 1970, ratifikace 9. července 1975),
29. Nizozemsko (podpis 26. března 1971, ratifikace 30. prosince 1977),
30. Norsko (podpis 16. března 1971, ratifikace 28. října 1971),
31. Polsko (podpis 24. března 1971, ratifikace 14. července 1992),
32. Portugalsko (podpis 30. března 1971, ratifikace 20. září 1973),
33. Rakousko (podpis 31. ledna 1971, ratifikace 11. června 1975),
34. Rumunsko (přistoupení 8. prosince 1994),
35. Rusko (přistoupení 31. července 1978),
36. Řecko (přistoupení 11. ledna 1974),
37. San Marino (přistoupení 25. dubna 2007),
38. Severní Makedonie (nástupnictví po Jugoslávii 10. listopadu 1999)
39. Slovensko (nástupnictví po Československu 28. května 1993),
40. Slovinsko (nástupnictví po Jugoslávii 6. srpna 1993),
41. Spojené království (podpis 25. března 1971, ratifikace 4. ledna 1978),
42. Srbsko (přistoupení 12. března 2001),
43. Španělsko (přistoupení 3. ledna 1973),
44. Švédsko (podpis 19. ledna 1971, ratifikace 24. srpna 1973),
45. Švýcarsko (podpis 24. března 1971, ratifikace 7. dubna 2000),
46. Turecko (přistoupení 16. ledna 2001),
47. Turkmenistán (přistoupení 18. září 1996),
48. Ukrajina (přistoupení 3. února 2006),
49. Uzbekistán (přistoupení 22. října 1998)

Zaniklé členské státy:
1. Československo (přistoupení 5. prosince 1975),
2. Jugoslávie (přistoupení 17. prosince 1974)

### Československo
Listina o přístupu Československé socialistické republiky k dohodě byla uložena u generálního tajemníka OSN dne 5. prosince 1975. Listina obsahuje prohlášení, že Československá socialistická republika v souladu s článkem 21 (později přečíslovaným na 19) se necítí být vázána ustanoveními článku 20 (později přečíslovaného na 18) odst. 2 a 3 dohody. Tím Československo odmítlo možnost řešení sporů pomocí závazného rozhodčího řízení. Do československého právního řádu byla dohoda začleněna vyhláškou ministra zahraničních věcí č. 108/1976 Sb. V platnost pro Československou socialistickou republiku vstoupila podle článku 16 (později přečíslovaného na 14), odst. 5 dne 2. června 1976, tj. 180 dnů po uložení listiny o přístupu.
Změny a doplňky navržené Pracovní skupinou pro silniční dopravu Evropské hospodářské komise OSN si vynutily novelizaci, která byla provedena vyhláškou č. 82/1984 Sb. 

### Česko
Česká republika převzala závazky bývalého Československa, což vyjádřila i ve sdělení Ministerstva zahraničních věcí č. 80/1994 Sb., kterým zároveň zapracovala Dodatek č. 2 k Evropské dohodě o práci osádek vozidel v mezinárodní silniční dopravě. Přistoupením do Evropské unie začalo pro Česko platit Nařízení Rady (EHS) č. 3820/85, které ošetřuje stejnou věc, ale je nadřazené nad národním právem.
Toto nařízení bylo zrušeno Nařízením Rady (ES) č. 561/2006, které také v současné době problematiku režimu řidičů upravuje.

### Evropská unie
Původní verze smlouvy byla navržena v roce 1962, přičemž podstatná část vyjednávání se odehrála v rámci Ekonomického výboru pro Evropu. Později se při vyjednávání smlouvy angažovala Rada EHS, která koordinovala aktivity členských států EHS v rámci Ekonomického výboru OSN. Jednání Rady ze dne 20. března 1970 se stalo předmětem kompetenčního sporu mezi Radou a Komisí EHS. Komise 19. května 1970 požadovala zrušení tohoto jednání Rady. I když žaloba byla 31. března 1971 zamítnuta, Evropský soudní dvůr v rozhodnutí dospěl k závěru, že ES má způsobilost nejen přijímat vnitřní opatření, ale také uzavírat právní vztahy se třetími zeměmi, pokud tak činí s cílem implementovat politiku upravenou Smlouvou o založení ES a členské země poté nemohou jednat s třetími státy kolektivně ani individuálně, pokud by tím zasáhly do opatření a závazků přijatých v rámci ES. Rozsudek zásadně vymezil rozsah pravomocí ES při uzavírání mezinárodních smluv, v jeho důsledku členské státy s růstem společné legislativy postupně ztrácejí pravomoc uzavírat mezinárodní smlouvy.
Protože smlouva AETR ponechává členským státům v některých bodech částečnou volnost, mohou se jednotlivá zapracování do národních legislativ lišit. Tyto nekonzistence v zemích EHS řeší Nařízení Rady (EHS) č. 3820/85 ze dne 20. prosince 1985 o harmonizaci určitých sociálních právních předpisů v silniční dopravě, které je nadřazeno místním právním normám. 
Další právní akty Evropských společenství upravující tuto problematiku:
- Směrnice Rady 88/599/EHS ze dne 23. listopadu 1988 o jednotném postupu pro používání nařízení (EHS) č. 3820/85 o harmonizaci určitých sociálních právních předpisů v silniční dopravě a nařízení (EHS) č. 3821/85 o záznamovém zařízení v silniční dopravě.[7]
- Směrnice Evropského parlamentu a Rady 2003/59/ES ze dne 15. července 2003 o výchozí kvalifikaci a pravidelném školení řidičů některých silničních vozidel pro nákladní nebo osobní dopravu a o změně nařízení Rady (EHS) č. 3820/85.[8]
- Nařízení Evropského parlamentu a Rady (ES) č. 561/2006 ze dne 15. března 2006 o harmonizaci některých předpisů v sociální oblasti týkajících se silniční dopravy, o změně nařízení Rady (EHS) č. 3821/85 a (ES) č. 2135/98 a o zrušení nařízení Rady (EHS) č. 3820/85.[9]